# Cycnotrachelus flavonotatus
Cycnotrachelus flavonotatus es una especie de coleóptero de la familia Attelabidae.

## Distribución geográfica
Habita en China y Birmania.